# 大池車站
大池站（日语：／ Oike eki */?）位於兵庫縣神戶市北區西大池一丁目，是神戶電鐵有馬線的鐵路車站。車站編號為KB12，標高350公尺。

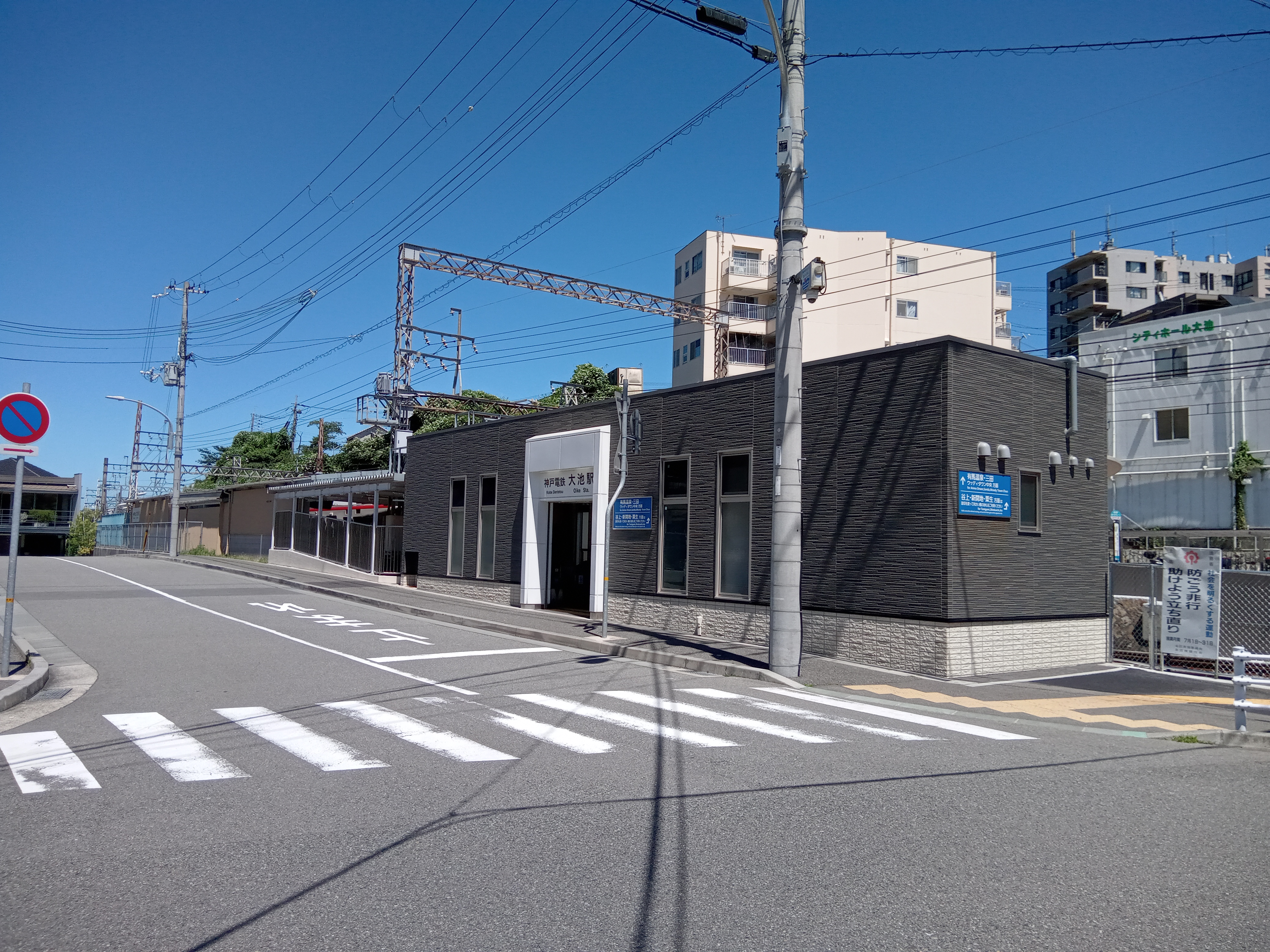
下行方向站房(2023年7月)

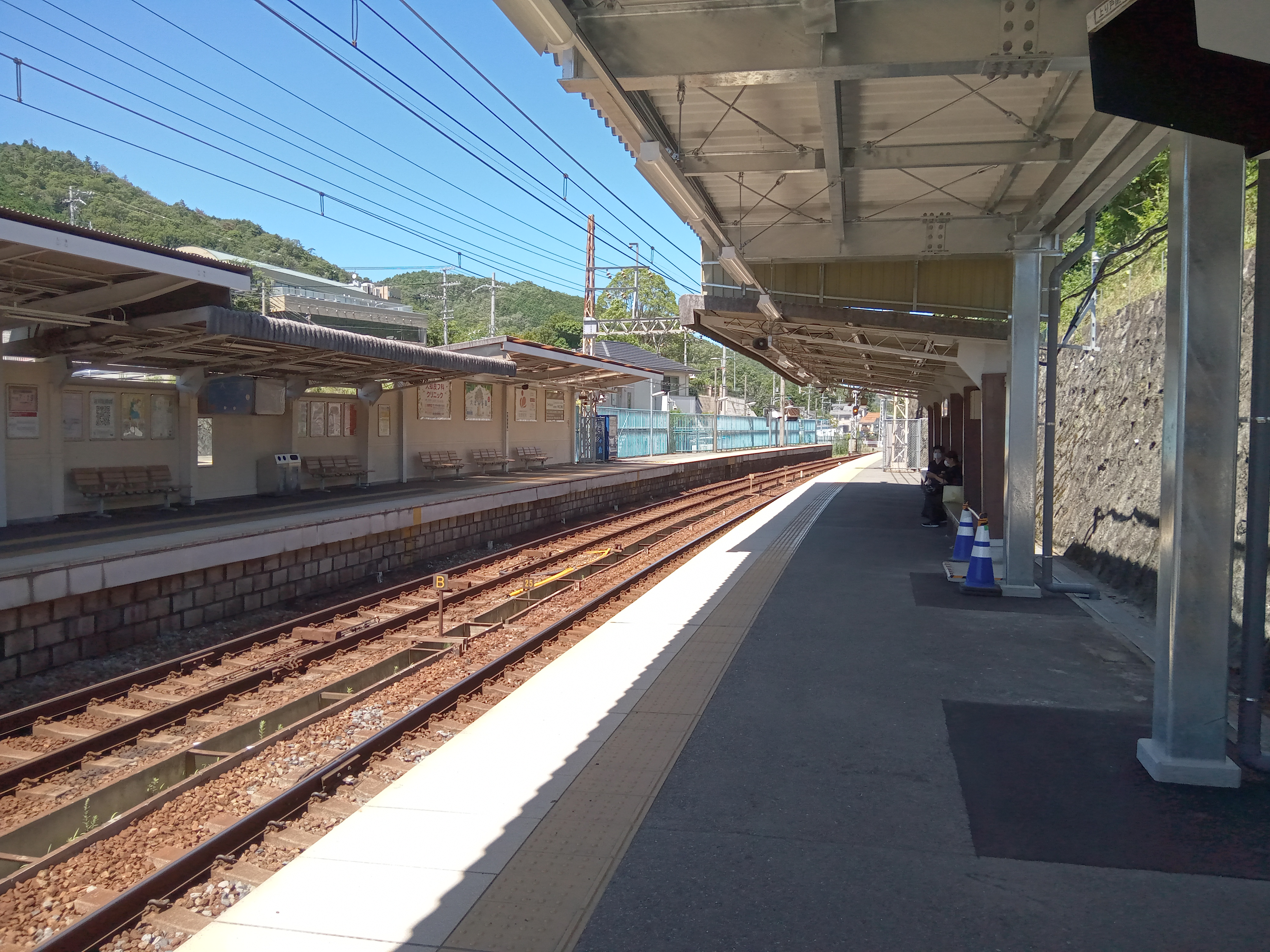
月台（2023年7月）

## 歷史
- 1928年（昭和3年）11月28日 - 神戶有馬電氣鐵道開業，本站隨之開業[1]。
- 1947年（昭和22年）1月9日 - 公司與三木電氣鐵道合併，改稱為神有三木電氣鐵道（現在的神戶電鐵）。

## 車站構造
側式月台2面2線的地面車站。站房位於上行月台側，上下行月台間有平交道連結。

### 月台
| 月台   | 路線   | 方向 | 目的地                          |
| ------ | ------ | ---- | ------------------------------- |
| 站房側 | 有馬線 | 上行 | 往 谷上、鈴蘭台、湊川、新開地   |
| 對向側 | 有馬線 | 下行 | 往 有馬口、有馬溫泉、橫山、三田 |

※月台並無設定編號。

## 使用狀況
2017年的1日上車人次約為1,770人。

## 車站周邊
車站周邊為戰前即開始開發的住宅區。約從2013年至2017年，隨著道路擴張，站前進行再開發工程。
- 計程車招呼站（站前南側有神鐵計程車）
- 大池聖天（日语：歓喜天#歓喜天を祀る日本各地の主な寺院）[1]。
- 兵庫縣道15號神戶三田線（日语：兵庫県道15号神戸三田線）（有馬街道）
- 神戶大池郵局
- MaxValu大池店
- FamilyMart神戶大池站前店

## 相鄰車站
神戶電鐵
 有馬線
■特快速
通過
■急行
花山（KB11）－大池（KB12）－唐櫃台（KB14）
■準急、■普通
花山（KB11）－大池（KB12）－神鐵六甲（KB13）

## 外部連結
- 大池 - 神戶電鐵